# Комсомольское озеро (Нижегородская область)
Комсомо́льское о́зеро, также Пионе́рское о́зеро — естественный водоём карстового происхождения в Ардатовском районе Нижегородской области России. Расположено в 8 километрах к северо-западу от рабочего посёлка Мухтолово, к западу от автомобильной дороги Ардатов — Павлово.

## Географическое описание
Комсомольское озеро находится на водоразделе рек Серёжа и Тёша. Озеро бессточное и не имеет постоянных притоков — питается преимущественно сезонными ручьями, ливневой и талой водой. Озеро вытянуто с северо-запада на юго-восток, его максимальная длина составляет 230 метров, ширина 60—80 метров, площадь водной поверхности 6,4 гектара. Берега озера с восточной стороны высокие и крутые — до 4—5 метров; с юга и запада берега более низкие и пологие — 1—2 метра. Вблизи восточного побережья озера имеются островки размером от 0,02 до 0,1 гектара. С севера к озеру примыкает небольшое переходное болото.

## История
До середины 1940-х годов на озере проводились лесозаготовки. В 1946 году в оставшихся от лесорубов бараках был организован пионерский лагерь, поэтому озеро иногда называют Пионерским.

## Природа
Вдоль берегов среди сосновых лесов — сфагновая сплавина шириной от 1 до 35 метров. Среди сфанговых мхов произрастают клюква, сабельник болотный, вахта трехлистная, осоки, на восточном берегу — тростник, в котором гнездятся утки. Среди сосен растут грибы, среди которых встречается подосиновик белый, занесённый в Красную книгу Нижегородской области. На водной поверхности вдоль берегов широкий, до 50 метров пояс водоплавающих растений, среди которых — кубышка жёлтая и рдест плавающий.

## Охранный статус
18 апреля 1986 года озеро было признано памятником природы регионального значения. Площадь охранной зоны составляет 36,1 гектаров.